# Genyodectes
Genyodectes (лат.) (от др.-греч. genys — челюсть и dektes — укус, буквально — кусающая челюсть) — род динозавров-теропод из инфраотряда цератозавров, обитавших на территории современной Южной Америки во времена раннемеловой эпохи (аптский век). Видовое название единственного типового вида, Genyodectes serus, в переводе означает «поздний».

## Описание
Голотип (MLP 26-39, Museo de La Plata, Ла-Плата, Аргентина) был обнаружен в формации Серро Барсино (Cerro Barcino Formation), расположенной в аргентинской провинции Чубут, и состоит из неполной передней части морды (предчелюстные кости, части обеих челюстей, зубы, пластинчатой кости и фрагментов задней части нижней челюсти). Все найденные фрагменты имеют относительно низкую сохранность, хотя некоторые были обнаружены в сочленённом состоянии. Зубы крупные, сильно выступающие, что даёт сходство с цератозавром.

## Таксономия
Британский палеонтолог сэр Артур Вудворд описал ящера в 1901 году, тем самым сделав его вторым нептичьим динозавром в Южной Америке после Loncosaurus (описан Флорентино Амегино в 1899 году, на данный момент признан nomen dubium). Род давно считается сомнительным на основании крайней фрагментарности голотипа и некоторой неопределённости относительно его стратиграфического положения и точного места обнаружения. Однако пересмотр материала, выполненный Оливером Раухутом в 2004 году, говорит о таксономической обоснованности Genyodectes как отдельного валидного рода. На протяжении последних десятилетий Genyodectes был отнесён к различным группам теропод, таким как мегалозавриды, тираннозавриды, тероподам incertae sedis, а также абелизавридам (ряд авторов даже рассматривал род в качестве старшего синонима Abelisaurus). Пересмотр рода в 2004 году показал отсутствие важных признаков, позволяющих отнести динозавра к тираннозаврам и абелизаврам, однако, по его итогам было выведено несколько особенностей, указывающих на принадлежность окаменелостей к неоцератозаврам. Вероятно, это означает, что Genyodectes был ближе к цератозавру, чем произошедшие от цератозавра абелизавры. Кроме того, изучая исторические записи, Раухут пришёл к выводу, что окаменелости были обнаружены в формации Серро Барсино (Cerro Barcino Formation), датирующейся аптским — альбским ярусом раннего мелового периода.

## Галерея

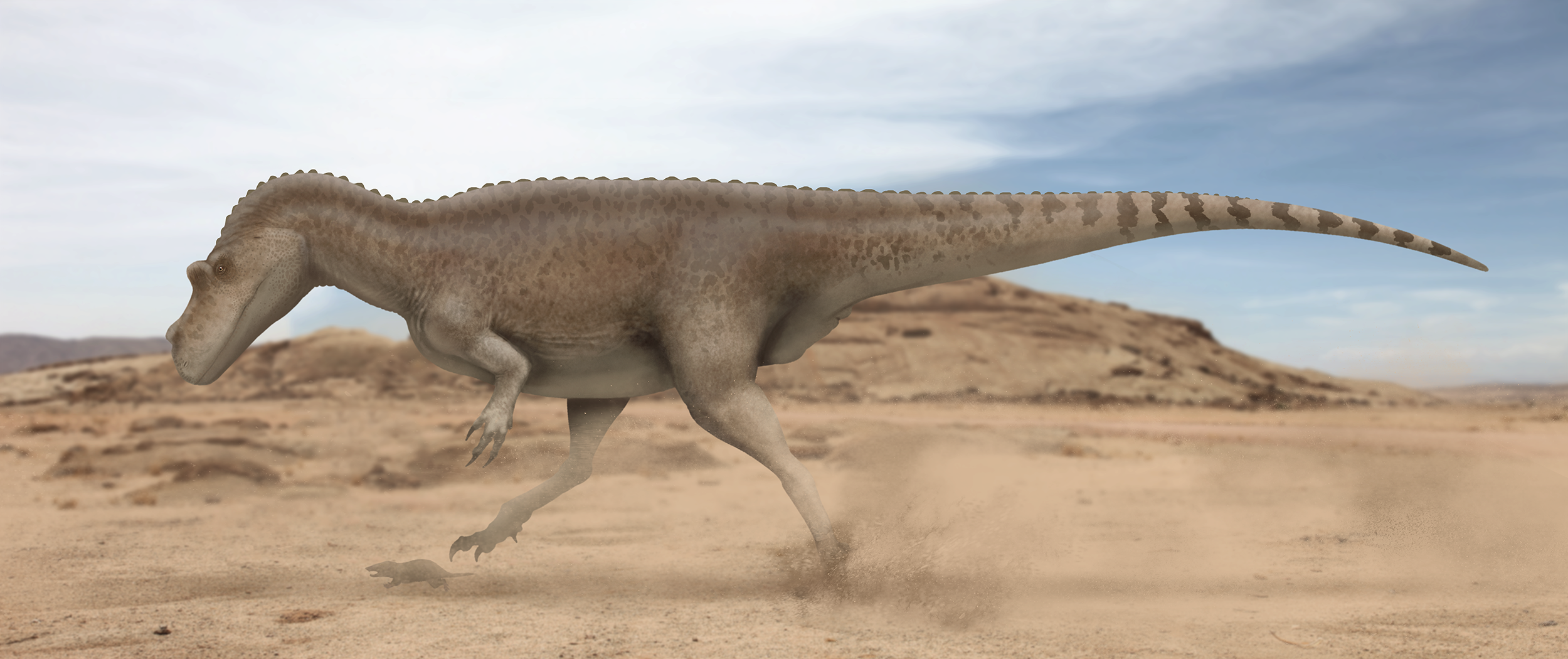
Реконструкция Genyodectes, охотящегося на раннее млекопитающее
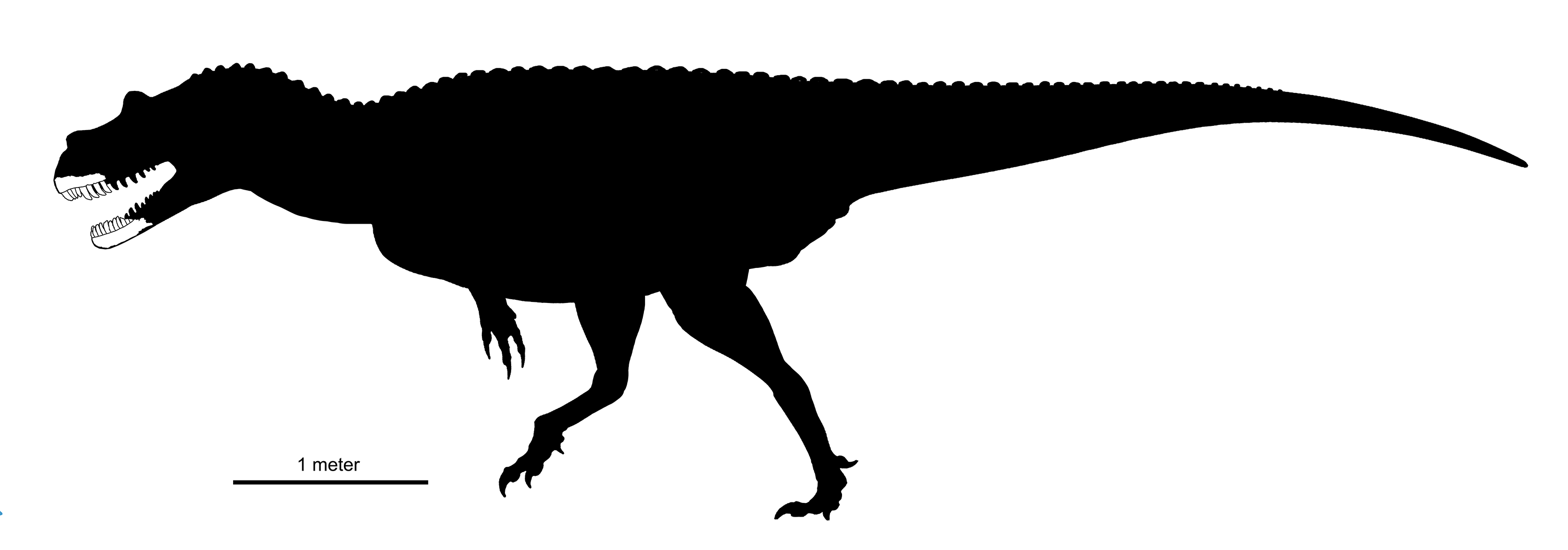
Известный ископаемый материал Genyodectes
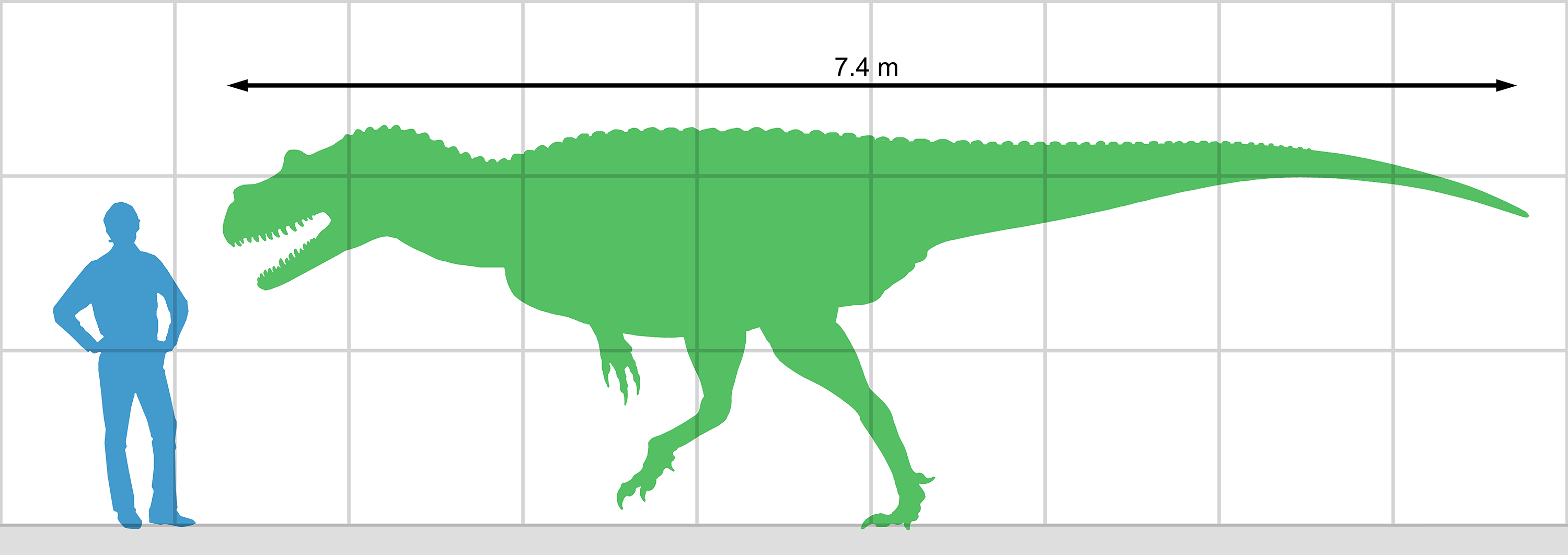
Размер Genyodectes по сравнению с человеком